# 陈训华
陈训华（1961年12月—），贵州赤水人，汉族，中国共产党党员。中华人民共和国政治人物，曾担任第十三届全国人民代表大会贵州省代表，中共安顺市委书记、贵州省第十三届人民代表大会常务委员会委员等职务。

## 生平
2018年，陈训华被选为贵州省出席第十三届全国人民代表大会代表。